# Dallas Black Hawks
I Dallas Black Hawks sono stati una squadra di hockey su ghiaccio statunitense della con sede nella città di Dallas, nello Stato del Texas. Nacquero nel 1967 e disputarono la Central Hockey League fino al loro scioglimento giunto nel 1982. Nel corso delle stagioni giocarono presso il Fair Park Coliseum e furono affiliati ai Chicago Blackhawks.

## Storia
Nel corso degli anni 1960 il primo farm team dei Chicago Blackhawks in Central Hockey League fu quello dei St. Louis Braves, tuttavia nel 1967 la NHL si espanse proprio a St. Louis con la creazione dei Blues e per questo motivo i Braves dovettero trasferirsi. La squadra si spostò in Texas nella metropoli di Dallas, dove cambiò nome in Dallas Black Hawks. La squadra si dimostrò fin da subito una delle più forti della lega, mancando i playoff solo due volte in quindici stagioni.
I Black Hawks vinsero per quattro volte l'Adams Cup perdendo però anche sei finali. La rivalità principale fu quella con i Fort Worth Texans, formazione di Fort Worth, secondo centro dell'area metropolitana nota come Metroplex. I Fort Worth Texans si sciolsero nello stesso anno di Dallas, nel 1982, due anni prima della chiusura definitiva della CHL. L'hockey professionistico sarebbe ritornato a Dallas solo un decennio più tardi con l'arrivo dei Dallas Stars in National Hockey League.

### Affiliazioni
Nel corso della loro storia i Dallas Black Hawks sono stati affiliati alle seguenti franchigie della National Hockey League e della World Hockey Association:
- Chicago Blackhawks: (NHL 1967-1978)
- Toronto Maple Leafs: (NHL 1976-1978)
- Edmonton Oilers: (WHA 1978-1979)
- Vancouver Canucks: (NHL 1978-1982)
- Toronto Maple Leafs: (NHL 1980-1981)

## Record stagione per stagione
| Dallas Black Hawks |          |    |    |    |    |     |     |     |    | |
| 1967-68            | Southern | 70 | 30 | 29 | 11 | 71  | 230 | 251 | 3° | perde 1º turno (Fort Worth) 2-3                                                                     |
| 1968-69            | South    | 70 | 37 | 25 | 10 | 84  | 264 | 218 | 2° | vince 1º turno (Houston) 3-0 vince semifinali (Omaha) 3-0 vince Adams Cup (Oklahoma City) 4-1       |
| 1969-70            | CHL      | 72 | 30 | 37 | 5  | 65  | 236 | 241 | 5° | |
| 1970-71            | CHL      | 72 | 36 | 28 | 8  | 80  | 276 | 246 | 2° | vince semifinali (Fort Worth) 4-0 perde Adams Cup (Omaha) 2-4                                       |
| 1971-72            | CHL      | 72 | 43 | 22 | 7  | 93  | 317 | 232 | 1° | vince semifinali (Oklahoma City) 4-2 vince Adams Cup (Tulsa) 4-2                                    |
| 1972-73            | CHL      | 72 | 38 | 23 | 11 | 87  | 256 | 208 | 1° | perde Adams Cup (Omaha) 3-4                                                                         |
| 1973-74            | CHL      | 72 | 29 | 26 | 17 | 75  | 220 | 227 | 3° | vince semifinali (Omaha) 4-1 vince Adams Cup (Oklahoma City) 4-1                                    |
| 1974-75            | Southern | 78 | 40 | 30 | 8  | 88  | 302 | 259 | 1° | vince semifinali (Oklahoma City) 3-0 perde Adams Cup (Salt Lake) 3-4                                |
| 1975-76            | CHL      | 76 | 41 | 24 | 11 | 93  | 282 | 211 | 2° | vince semifinali (Salt Lake) 4-1 perde Adams Cup (Tulsa) 1-4                                        |
| 1976-77            | CHL      | 76 | 35 | 25 | 16 | 86  | 281 | 231 | 2° | perde semifinali (Tulsa) 1-4                                                                        |
| 1977-78            | CHL      | 77 | 38 | 36 | 3  | 79  | 284 | 281 | 3° | vince semifinali (Salt Lake) 4-2 perde Adams Cup (Fort Worth) 3-4                                   |
| 1978-79            | CHL      | 76 | 45 | 28 | 3  | 93  | 339 | 289 | 2° | vince semifinali (Kansas City) 4-0 vince Adams Cup (Salt Lake) 4-1                                  |
| 1979-80            | CHL      | 80 | 29 | 43 | 8  | 66  | 291 | 334 | 8° | |
| 1980-81            | CHL      | 79 | 56 | 16 | 7  | 119 | 356 | 233 | 1° | perde semifinali (Wichita) 2-4                                                                      |
| 1981-82            | South    | 80 | 37 | 37 | 6  | 80  | 394 | 382 | 3° | vince 1º turno (Cincinnati) 3-1 vince semifinali (Salt Lake) 4-2 perde Adams Cup (Indianapolis) 2-4 |

## Record della franchigia

### Singola stagione
Gol: 62  Kelly Kisio (1981-82)
Assist: 68  Jean-Paul Leblanc (1971-72)
Punti: 101  Kelly Kisio (1981-82)
Minuti di penalità: 411  Randy Holt (1974-1975)

### Carriera
Gol: 135  Duane Wylie
Assist: 199  Jean-Paul Leblanc
Punti: 319  Duane Wylie
Minuti di penalità: 884  Randy Holt
Partite giocate: 428  Duane Wylie

## Palmarès

### Premi di squadra
- Adams Cup: 4

1968-1969, 1971-1972, 1973-1974, 1978-1979

### Premi individuali
- Bob Gassoff Trophy: 2

Jeff Bandura: 1978-1979
Dave Feamster: 1980-1981
- Bobby Orr Trophy: 7

Bart Crashley: 1971-1972
Len Frig: 1972-1973
Ian McKegney: 1974-1975, 1975-1976
Mike O'Connell: 1976-1977
Greg Hubick: 1978-1979
Bruce Affleck: 1979-1980
- CHL Rookie of the Year: 1

Mike Veisor: 1972-1973
- Iron Man Award: 1

Duane Wylie: 1977-1978
- Jake Milford Trophy: 3

Bobby Kromm: 1971-1972
John Muckler: 1978-1979
Dan Belisle: 1980-1981
- Max McNab Trophy: 2

John Anderson: 1977-1978
Curt Ridley: 1978-1979
- Terry Sawchuk Trophy: 2

Gord McRae: 1976-1977
Paul Harrison e Ken Ellacott: 1980-1981
- Tommy Ivan Trophy: 1

Ian McKegney: 1975-1976